# Nieuwkoop
Nieuwkoop (anhörenⓘ) ist eine Gemeinde in der niederländischen Provinz Südholland.
Seit 1. Januar 2007 bildet Nieuwkoop zusammen mit den ehemaligen Gemeinden Ter Aar und Liemeer eine neue Gemeinde mit dem Namen Nieuwkoop.

## Dörfer
In Klammern die ungefähre Einwohnerzahl (Stand 2024; Quelle: CBS):
- Korteraar (735)
- Langeraar (2820)
- Nieuwkoop (9.385)
- Nieuwveen (4380), Sitz der Gemeindeverwaltung
- Noordeinde und Zevenhoven (3060)
- Noorden (1730)
- Noordse Dorp (290)
- Papenveer (1210)
- Ter Aar (4960)
- Vrouwenakker (130) an der Amstel gelegen
- Woerdense Verlaat (810)

## Lage und Wirtschaft
Die etwas entlegene Gemeinde liegt in dem sogenannten Groene Hart (Grünen Herzen) Hollands: Ter Aar liegt direkt nördlich von Alphen aan den Rijn, Nieuwkoop und Nieuwveen etwas weiter östlich.
Das Gebiet wird von einer Niedermoorlandschaft mit vielen Wiesen, Wasserläufen und Seen gekennzeichnet.
Vor allem für den Wassersporttourismus von Bedeutung sind die Nieuwkoopse Plassen und die kleineren Langeraarse Plassen.
Die Amstel, die ja in Amsterdam in das IJ mündet, beginnt ihren Lauf bei Papenveer und bildet die Gemeindegrenze zu Uithoorn und De Ronde Venen.
Bahnreisende, die die Gemeinde besuchen wollen, steigen an den Bahnhöfen von Alphen aan den Rijn, Amsterdam oder Woerden auf den Bus um, das ist leider eine ziemlich beschwerdliche Reise.
In der Umgebung gibt es keine Autobahnen, die Landstraßen sind aber gut befahrbar.
Die Bevölkerung lebt von der Garten- und Landwirtschaft und von der Weiterverarbeitung von Gemüse und Obst; außerdem gibt es viel Kleingewerbe. Der Wassersporttourismus ist ebenfalls von wirtschaftlicher Bedeutung.

## Geschichte
Das Gebiet der heutigen Gemeinde Nieuwkoop war bis etwa 1050 ein weitgehend unzugängliches Moorgebiet.
Dann fingen lokale Herren an, Grundstücke gegen Entgelt zur Urbarmachung an Landwirte und Kirchspiele herauszugeben; ein solches Grundstück hieß cope (modernes Niederl.: koop, Deutsch: Kauf); der Ortsname Nieuwkoop stammt hierher.
Zevenhoven wird 1085 erstmals urkundlich erwähnt; im Mittelalter wurde das Dorf für die Grundsteuer von sieben Bauernhöfen angeschlagen. Später wurde Torf aus dem Moorboden gewonnen, was zur Entstehung u. a. der Nieuwkoopse Plassen (Nieuwkooper Seen) führte. Das Dorf Langeraar ging bei einer Flutkatastrophe 1788 ganz verloren und wurde an einer anderen Stelle ganz neu aufgebaut.
Das Gebiet war immer landwirtschaftlich geprägt; bis 1900 waren viele Einwohner recht arm und lebten vom Torfstechen, der Herstellung von Reetkörben, der Landwirtschaft und der Fischerei in den zahlreichen Seen und kleinen Flüssen. Auffällig ist, dass in der Mitte des 19. Jahrhunderts viele Einwohner des Dorfes Nieuwkoop das Schmiedehandwerk ausübten.
Nach 1950 kam eine bedeutende Gartenwirtschaft mit Anbau in Gewächshäusern auf.

## Sehenswürdigkeiten
- Die Nieuwkoopse Plassen sind ein bedeutendes Wassersportgebiet, mit Jachthäfen (in Nieuwkoop), Bootsverleih, Restaurants usw.
- Die kleinen Langeraarse Plassen sind dagegen viel ruhiger.
- Nieuwkoop, Nieuwveen und Ter Aar haben je ein kleines Heimatmuseum. Die Beschriftung bei den Exponaten ist nur in niederländischer Sprache.
- Die schmale Straße am kurvigen Bach Meije entlang ist sehr malerisch; auch anderswo kann man Radtouren in der Polderlandschaft machen.
- Im Dorf Nieuwkoop steht ein altes Gerichtshaus (Regthuys) aus dem Jahre 1628.

## Politik

### Sitzverteilung im Gemeinderat
In Nieuwkoop formiert sich der Gemeinderat seit 1982 folgendermaßen:
| Partei                    | Sitze | Sitze | Sitze | Sitze | Sitze | Sitze | Sitze | Sitze | Sitze | Sitze | Sitze |
| Partei                    | 1982  | 1986  | 1990  | 1994  | 1998  | 2002  | 2006  | 2010  | 2014  | 2018  | 2022  |
| ------------------------- | ----- | ----- | ----- | ----- | ----- | ----- | ----- | ----- | ----- | ----- | ----- |
| Samen Beter Nieuwkoop     | –     | –     | –     | –     | –     | –     | –     | 4     | 6     | 6     | 6     |
| VVD                       | 4     | 4     | 3     | 4     | 3     | 3     | 4     | 4     | 3     | 4     | 5     |
| CDA                       | 5     | 5     | 5     | 3     | 4     | 3     | 6     | 4     | 4     | 5     | 4     |
| Natuurlijk Nieuwkoop a    | –     | –     | –     | –     | –     | –     | –     | –     | 4     | 4     | 3     |
| D66                       | 0     | –     | 1     | 2     | 1     | –     | –     | 2     | 3     | 1     | 2     |
| ChristenUnie              | –     | –     | –     | –     | –     | 1     | 1     | 1     | 1     | 1     | 1     |
| SGP                       | 0     | 1     | 1     | 1     | 1     | 1     | 1     | 1     | 1     | 1     | 1     |
| RPF                       | 0     | 1     | 1     | 1     | 1     | –     | –     | –     | –     | –     | –     |
| MiddenPartij a            | –     | –     | 2     | 3     | 3     | 5     | 8     | 3     | –     | –     | –     |
| Progressief Nieuwkoop a b | –     | –     | –     | –     | –     | –     | 2     | 3     | –     | –     | –     |
| GroenLinks b              | –     | –     | –     | 1     | 3     | 3     | –     | –     | –     | –     | –     |
| PvdA b                    | 2     | 3     | 3     | 1     | 3     | 3     | –     | –     | –     | –     | –     |
| EVP                       | 2     | –     | –     | –     | –     | –     | –     | –     | –     | –     | –     |
| PSP                       | 2     | –     | –     | –     | –     | –     | –     | –     | –     | –     | –     |
| Nieuwkoop Noorden         | 2     | –     | –     | –     | –     | –     | –     | –     | –     | –     | –     |
| Gesamt                    | 13    | 13    | 15    | 15    | 15    | 15    | 21    | 21    | 21    | 21    | 21    |

Anmerkungen

### Bürgermeister
Seit dem 3. Februar 2020 ist Robbert-Jan van Duijn (CDA) amtierender Bürgermeister der Gemeinde. Zu seinem Kollegium zählen die Beigeordneten Guus Elkhuizen (Samen Beter Nieuwkoop), Bernadette Wolters (Natuurlijk Nieuwkoop), Antoinette Ingwersen (CDA) sowie der Gemeindesekretär Govard Slooters.

## Söhne und Töchter der Gemeinde
- Catharina Oostfries (1636/38–1708), Glasmalerin und Zeichnerin
- Cees van der Wereld (* 1955), Radrennfahrer
- Petra de Bruin (* 1962), Radrennfahrerin
- Jan van der Marel (* 1968), Triathlet
- Laurien van der Graaff (* 1987), niederländisch-schweizerische Skilangläuferin
- Froukje (* 2001), Popmusikerin

## Bilder

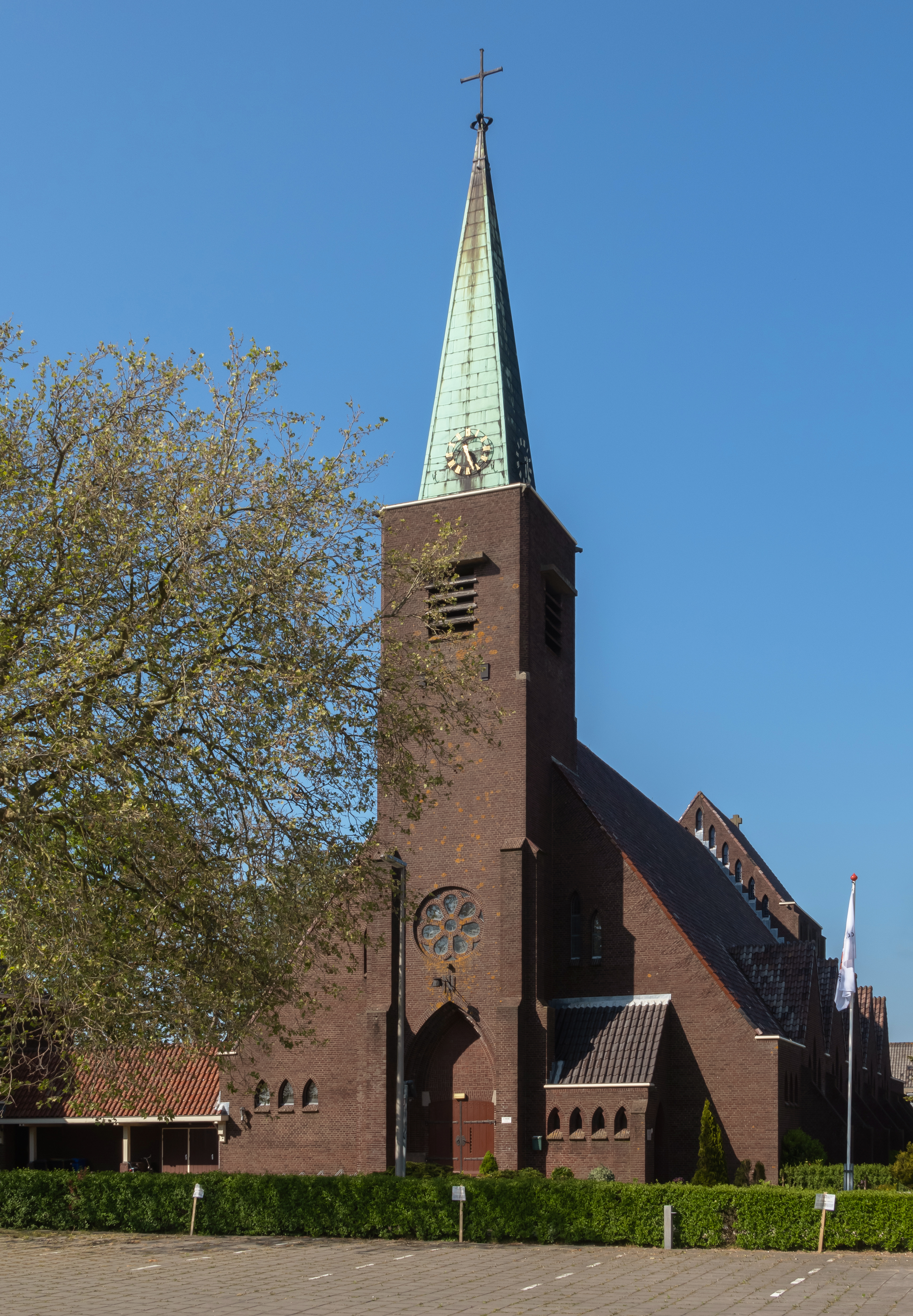
Nieuwkoop, katholische Kirche
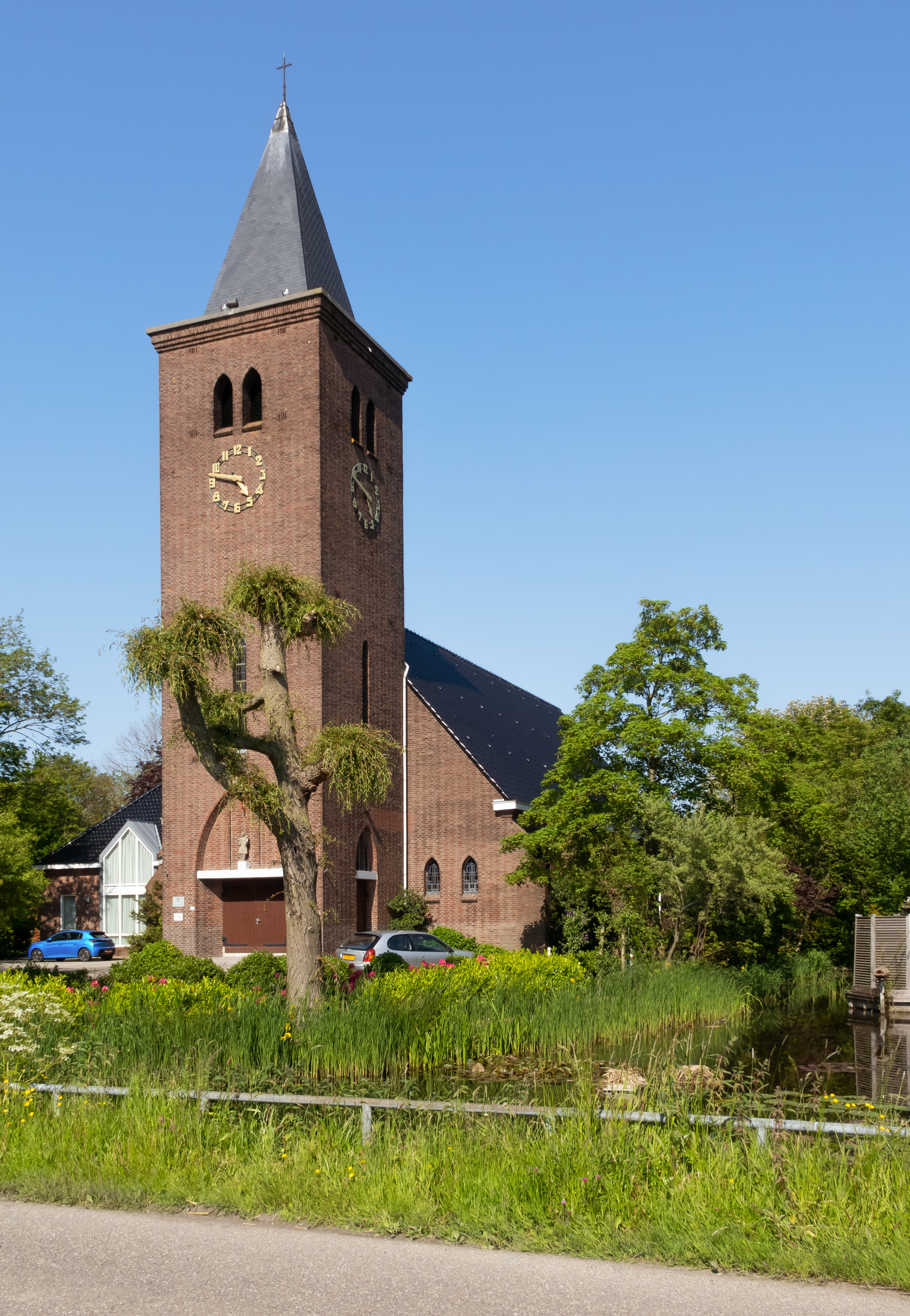
Noordeinde, Kirche: Sint Johannes de Doperkerk
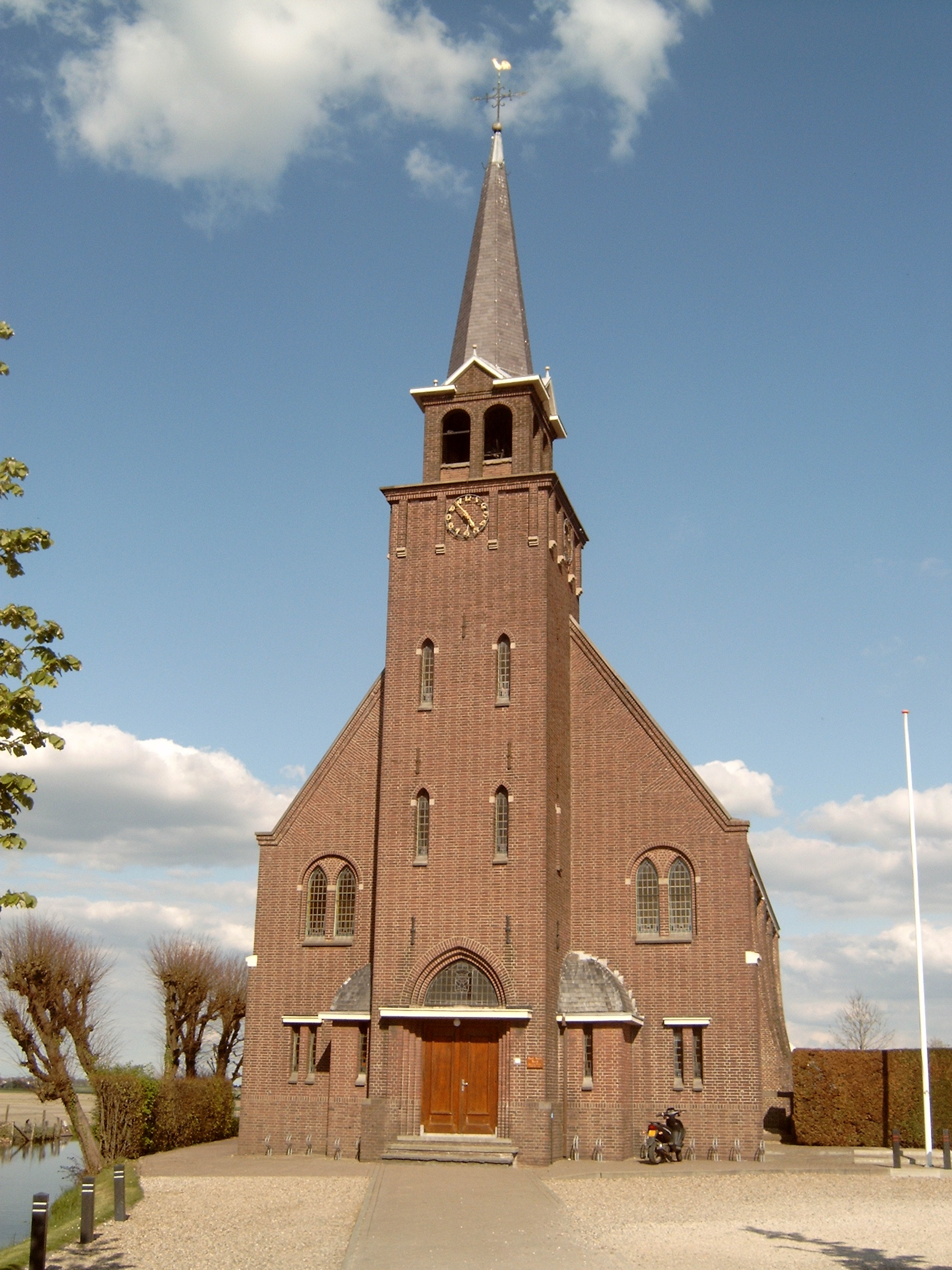
Zevenhoven, Kirche
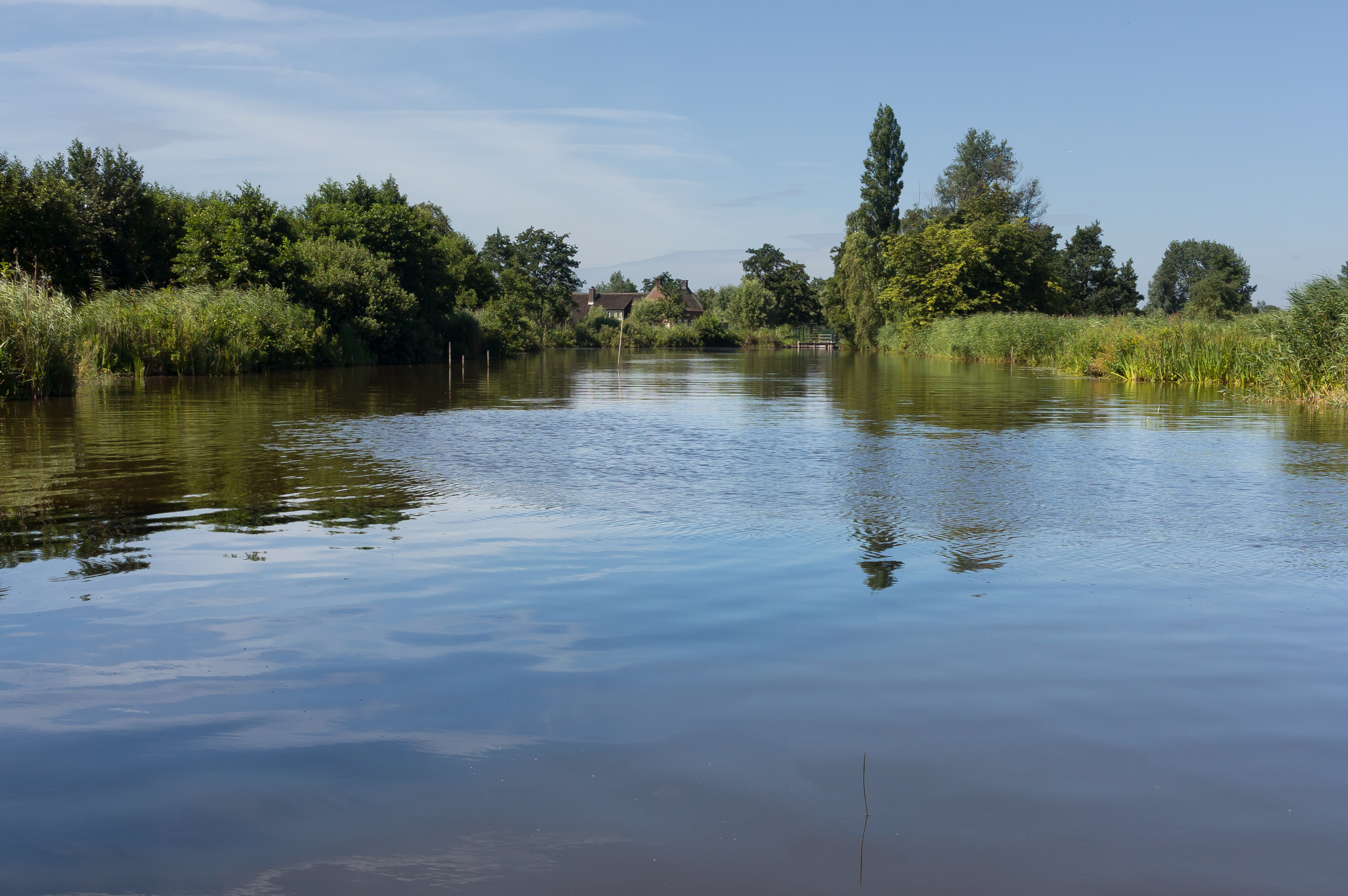
Woerdense Verlaat, Fluss (Meije) in der Nähe des Bosweg
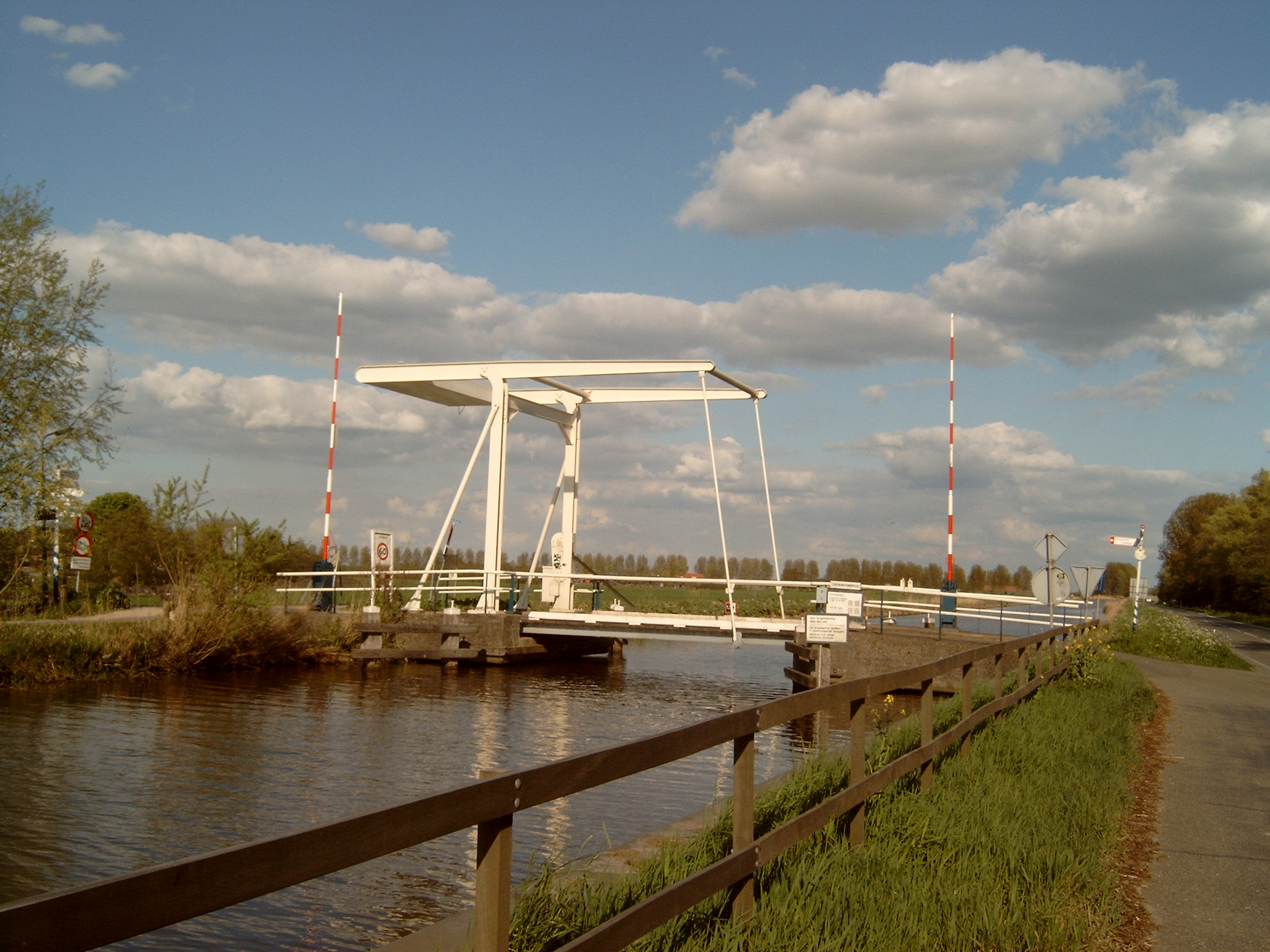
Woerdense Verlaat, Zugbrücke
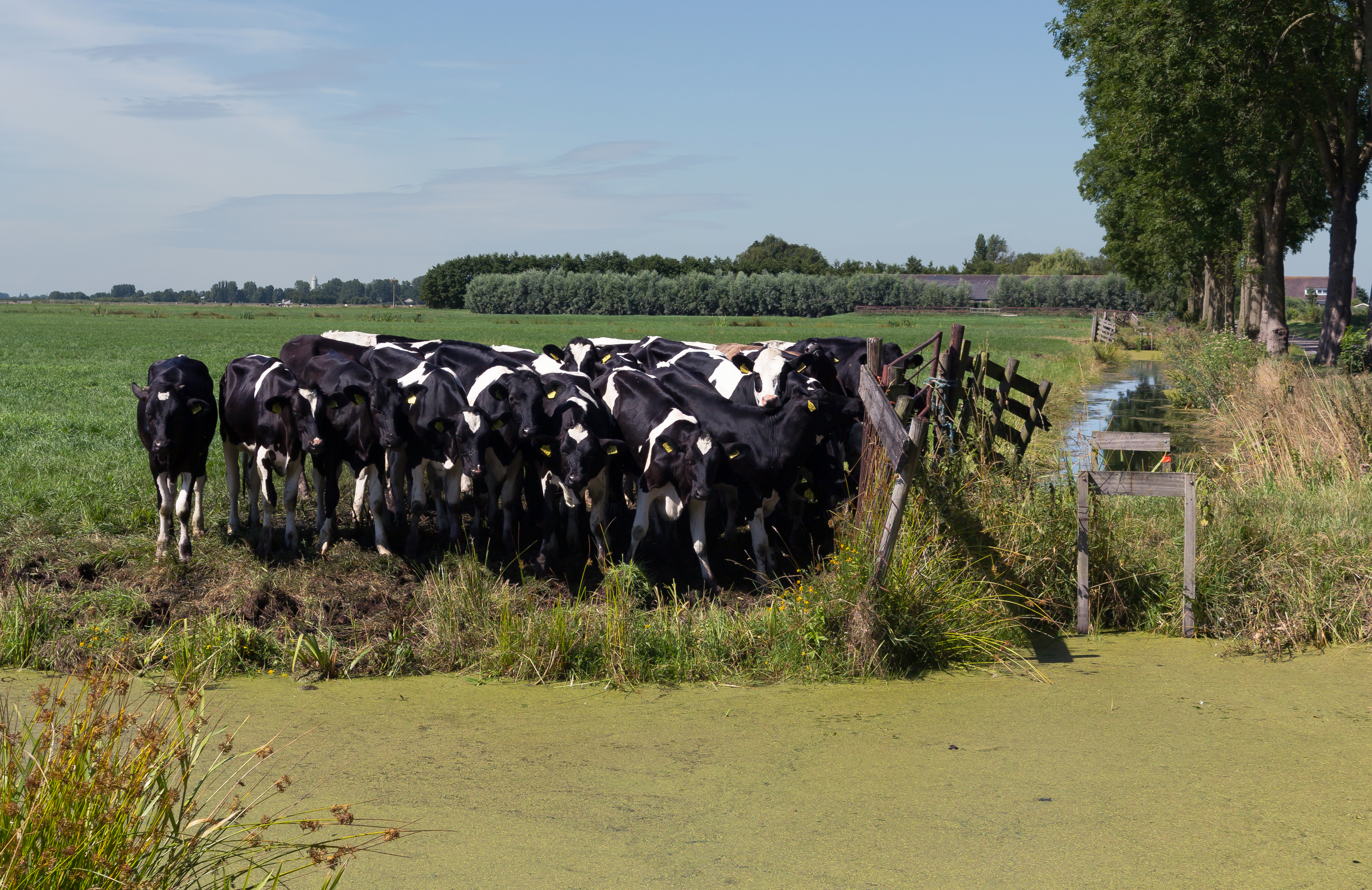
Woerdense Verlaat, Kühe auf der Weide entlang des Bosweg bei Lusthof de Haeck